# XPq (Inschrift)

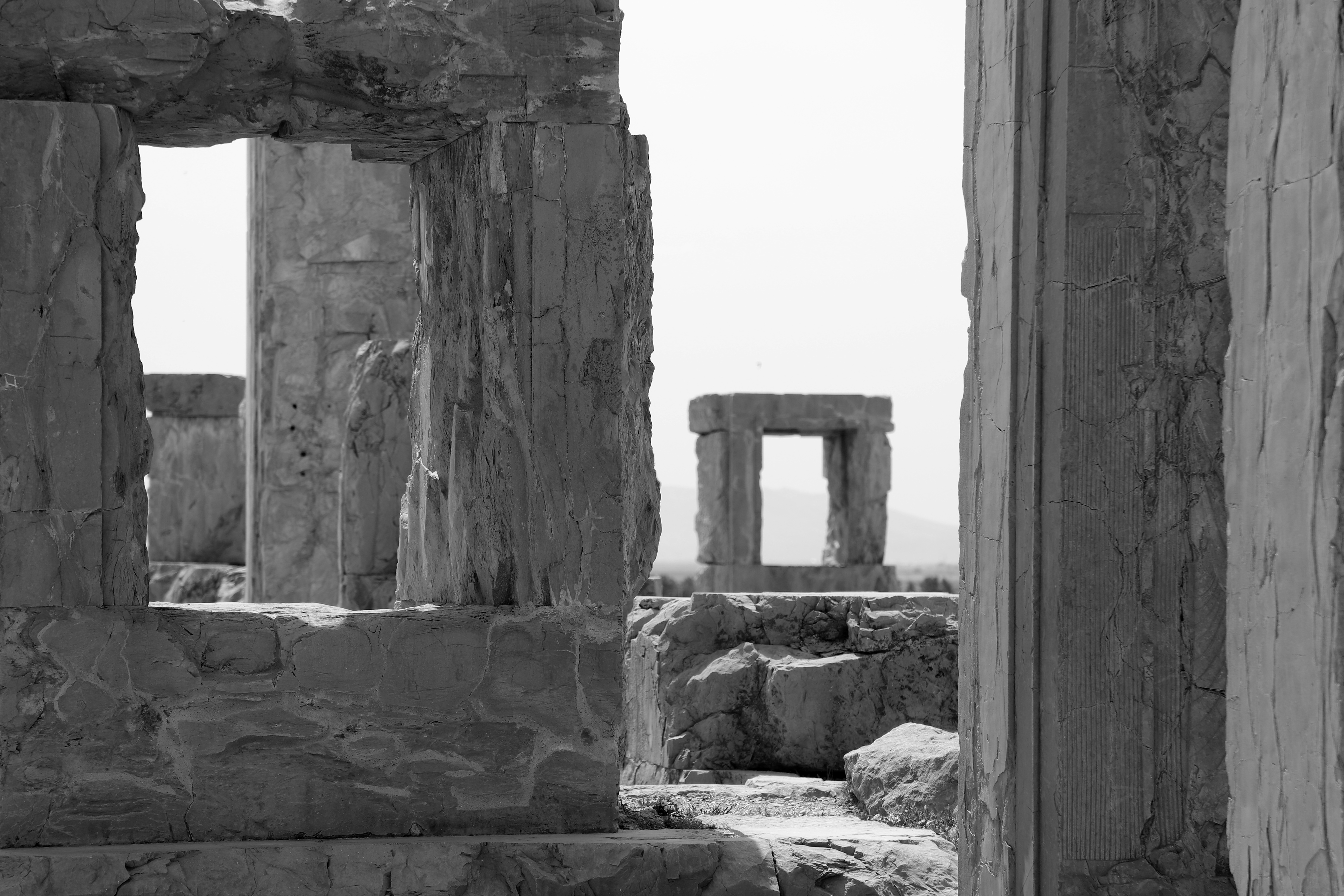
An einem solchen Fensterrahmen dürfte die Inschrift XPq vorhanden gewesen sein

XPq ist die Bezeichnung einer Inschrift von Xerxes I. (X). Sie wurde in Persepolis (P) entdeckt und von der Wissenschaft mit einem Index (q) versehen. Die Inschrift liegt in altpersischer, elamischer und babylonischer Sprache vor. Sie ist in mehreren Ausführungen überliefert.

## Inhalt
„Xerxes, der große König, König der Könige, des Dareios, des Königs, Sohn, ein Achaimenide.“

## Beschreibung
Die Inschrift XPq ist auf drei Fensterrahmen aus Stein in situ (am Ursprungsort) an der Südwand des Palastes von Xerxes I. überliefert. Alle sechs Fenster trugen ursprünglich die Inschrift am äußeren und inneren Rahmen. Insgesamt wurden bei den Ausgrabungen ungefähr 40 ähnliche kleine Fragmente im Schutt des Harem und drei kleine Stücke im Palast D gefunden. Mehrere Fragmente befinden sich im British Museum. William Ouseley veröffentlichte 1821 achtzehn Fragmente mit Keilschriftzeichen. Das British Museum kaufte einige davon der Tochter von William Ouseley 1873 ab. Rüdiger Schmitt zählt fünf davon zur Inschrift XPq.
| British Museum Inventarnummer | Tafel bei William Ouseley | XPq                                                                                         |
| ----------------------------- | ------------------------- | ------------------------------------------------------------------------------------------- |
| BM 118859                     | XLVII.16                  | Fragment einer Zeile mit wahrscheinlich babylonischen Zeichen, kein Zeichen ist vollständig |
| BM 118860                     | XLVII.14                  | Fragment einer Zeile mit babylonischen Zeichen, enthält der Achaimenide                     |
| BM 118861                     | XLVII.1                   | Fragment von zwei Zeilen mit altpersischen Zeichen                                          |
| BM 118862                     | XLVII.13                  | Fragment einer Zeile mit elamischen Zeichen, enthält Darius                                 |
| BM 118863                     | XLVII.12                  | Fragment einer Zeile mit altpersischen Zeichen.                                             |

Die altpersische Sprachversion befindet sich in zwei Zeilen horizontal auf der Oberseite und die elamische und babylonische Version einzeilig auf der linken beziehungsweise rechten Senkrechten des Rahmens. Keine der Inschriften ist vollständig erhalten und der Text musste ergänzend und über Quervergleiche mit anderen Inschriften wiederhergestellt werden. Der Text von XPq ist identisch mit demjenigen von XPe, XPp und XPr. Alle Inschriften vor Ort und Fragmente mit diesem Text wurden deshalb bis 2000 unter der Notation XPe geführt. Alireza Shapour Shahbazi gruppierte sie 1985 nach der Anzahl Zeilen und Rüdiger Schmitt trennte sie im Jahr 2000 auf der Basis von Kontext, Standort und Funktionalität in vier verschiedene Inschriften.